# Зоран Кръстевски
Зоран Кръстевски (на македонска литературна норма: Зоран Крстевски) е политик от Северна Македония.

## Биография
Роден е през 1960 година в град Скопие. Завършва Юридическия факултет на Скопския университет. Членува и е заместник-председател на демократично-прогресивната страна на Македония. От май 2001 до ноември 2002 е вицепремиер на Република Македония. Народен представител е в три мандата 1991-1994, 2002-2006, но подава оставка малко след започването на третия му мандат.